# Louis Antoine de Bougainville

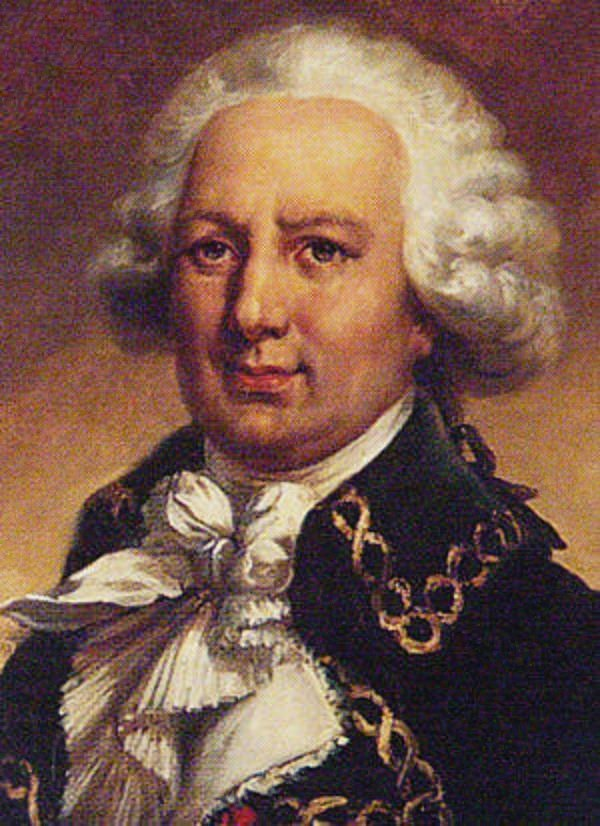
Portret van Louis Antoine de Bougainville door Jean-Pierre Franquel

Louis Antoine de Bougainville (Parijs, 12 november 1729 - aldaar, 20 augustus 1811) was een Frans ontdekkingsreiziger, wereldreiziger, commandant en militair.
Bougainville staat bekend om de reis om de wereld, die hij van 1766 tot 1769 maakte. Na die reis werden zijn bevindingen gepubliceerd in Voyage Autour Du Monde Par La Frégate Du Roi La Boudeuse Et La Flûte L'Etoile, En 1766, 1767, 1768 & 1769. Het werk zou uitgroeien tot een invloedrijk werk in Frankrijk. In de achttiende eeuw kenden reisverhalen zoals dat van Bougainville grote populariteit onder de Europese elite. Bougainville zou dan ook inspelen op deze elite, wat resulteerde in het literaire karakter van het reisverhaal. Een belangrijk voorbeeld hiervan is de verkenning van het eiland Tahiti. Dat eiland zou Bougainville verheerlijken tot een paradijs, hij beschreef het als de tuin van Eden. De literaire stroming de Romantiek beïnvloedde namelijk de voorstelling van natuur in de literatuur. Bougainville zou met zijn werk ook de theorie van de edele wilde bevestigen. Deze theorie van Franse filosoof Jean-Jacques Rousseau stelde dat de mens in zijn meest primitieve stadium het gelukkigste was. Hoewel er onder historici twijfel bestaat of Bougainville wel degelijk bevestiging zag van die theorie op het eiland Tahiti, werd de theorie niet ontkracht in zijn reisverhaal.

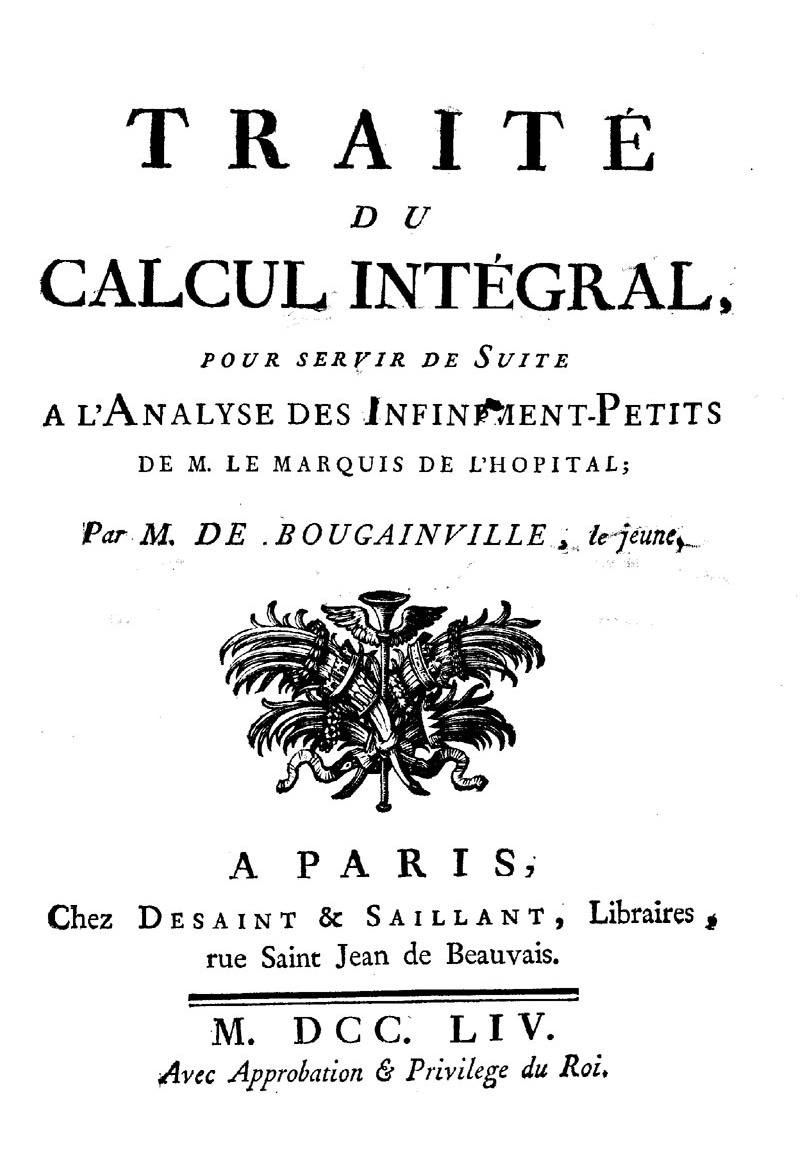
Traité du calcul intégral, 1754

In januari 1768 voer hij door de Straat van Magellaan. In 1769 naderde hij Australië, maar hij durfde het Groot Barrièrerif niet over te steken.
Naar Bougainville zijn onder andere het eiland Bougainville en het plantengeslacht Bougainvillea vernoemd.
1791: Honoré Gabriel de Riqueti, graaf van Mirabeau · Voltaire · 
1793: Louis-Michel Lepeletier de Saint-Fargeau · Auguste Marie Henri Picot de Dampierre · 
1806: François Denis Tronchet · Claude-Louis Petiet ·
1807: Jean-Baptiste-Pierre Bevière · Louis-Joseph-Charles-Amable d'Albert de Luynes · Jean-Étienne-Marie Portalis · Louis-Pierre-Pantaléon Resnier · 1808: Antoine-César de Choiseul-Praslin · Jean-Frédéric Perregaux · Jean-Pierre Firmin Malher · Pierre Jean Georges Cabanis · François Barthélemy Beguinot ·
1809: Girolamo Luigi Durazzo · Jean-Baptiste Papin · Joseph-Marie Vien · Pierre Garnier de Laboissière · Justin Bonaventure Morard de Galles · Jean-Pierre Sers · Emmanuel Crétet ·
1810: Louis Charles Vincent Le Blond de Saint-Hilaire · Jean Lannes · Giovanni Battista Caprara · Charles Pierre Claret de Fleurieu · Jean-Baptiste Treilhard ·
1811: Nicolas Marie Songis des Courbons · Charles Erskine de Kellie · Alexandre-Antoine Hureau de Sénarmont · Michel Ordener · Louis Antoine de Bougainville · Ippolito Antonio Vincenti-Mareri · 
1812: Jan Willem de Winter · Jean Marie Pierre Dorsenne · Auguste Jean-Gabriel de Caulaincourt · 
1813: Joseph-Louis Lagrange · Jean-Ignace Jacqueminot · Hyacinthe-Hughes Timoléon de Cossé-Brissac · Justin de Viry · Jean Rousseau · Frédéric Henri Walther · 
1814: Jean-Nicolas Démeunier · Jean Louis Ébenezel Reynier · Claude Ambroise Régnier · 
1815: Claude Juste Alexandre Legrand · Antoine-Jean-Marie Thévenard ·
1829: Jacques-Germain Soufflot ·
1885: Victor Hugo ·
1889: Théophile Malo Corret de La Tour d'Auvergne · Lazare Carnot · Jean-Baptiste Baudin · François Séverin Marceau ·
1894: Marie François Sadi Carnot ·
1907: Marcellin Berthelot ·
1908: Émile Zola ·
1920: Léon Gambetta ·
1924: Jean Jaurès ·
1933: Paul Painlevé ·
1948: Paul Langevin · Jean Perrin ·
1949: Félix Éboué · Victor Schoelcher ·
1952: Louis Braille ·
1964: Jean Moulin ·
1987: René Cassin ·
1988: Jean Monnet ·
1989: Henri Grégoire · Gaspard Monge · Nicolas de Condorcet ·
1995: Marie Curie · Pierre Curie ·
1996: André Malraux ·
2002: Alexandre Dumas père ·
2018: Simone Veil en haar man
- Bibsys: 90141252
- Biblioteca Nacional de España: XX1210964
- Bibliothèque nationale de France: cb11893227v (data)
- Catàleg d'autoritats de noms i títols de Catalunya: 981058513211406706
- CiNii: DA04159688
- Gemeinsame Normdatei: 118662309
- International Standard Name Identifier: 0000 0001 0908 4720
- Library of Congress Control Number: n50046356
- Bibliotheek van het Japanse parlement: 00463575
- Nationale Bibliotheek van Tsjechië: ola2002153888
- Nationale bibliotheek van Australië: 35020644
- Nationale Bibliotheek van Israël: 987007275799405171
- Nationale Bibliotheek van Polen: a0000002219231
- Nationale en Universitaire bibliotheek Zagreb: 000498926
- Nederlandse Thesaurus van Auteursnamen: 069113068
- Réseau des bibliothèques de Suisse occidentale: 02-A003030604
- LIBRIS: 178822
- SNAC: w6wd48bb
- Système universitaire de documentation: 02674290X
- Museum of New Zealand Te Papa Tongarewa: 39580
- Trove: 794876
- Virtual International Authority File: 64002363
- WorldCat: E39PBJkxKYDbRR3hDHprvMwKVC